# Komentator sportowy
Komentator sportowy – zawód, polegający na komentowaniu wydarzeń sportowych, relacjonowaniu przebiegu rozgrywek, uaktualnianiu wiedzy dotyczącej zawodników i wydarzenia, które relacjonuje. W Polsce, w rządowej wyszukiwarce opisów zawodów ma nr 265601.
W Polsce znanymi komentatorami sportowymi są lub byli m.in. Jan Ciszewski, Bohdan Tomaszewski, Dariusz Szpakowski, Włodzimierz Szaranowicz, Andrzej Zydorowicz, Mateusz Borek, Jacek Laskowski, Przemysław Babiarz, Tomasz Swędrowski, Tomasz Jaroński, Janusz Pindera, Tomasz Zimoch, Karol Stopa, Tomasz Smokowski, Andrzej Twarowski, Rafał Nahorny, Rafał Jewtuch, Andrzej Janisz, Mateusz Święcicki czy Łukasz Jurkowski.